# Рашевка

Ра́шевка (укр. Рашівка) — село,
Рашевский сельский совет,
Гадячский район,
Полтавская область,
Украина.
Код КОАТУУ — 5320485501. Население по переписи 2001 года составляло 2023 человека.
Является административным центром Рашевского сельского совета, в который, кроме того, входит село
Новый Выселок.

## Географическое положение
Село Рашевка находится на правом берегу реки Псёл в месте впадения в неё реки Рашевка,
выше по течению на расстоянии в 3,5 км расположено село Саранчова Долина,
ниже по течению на расстоянии в 3 км расположено село Лысовка.
Река в этом месте извилистая, образует лиманы, старицы и заболоченные озёра.

## История
- 1524 — дата основания.

## Экономика
- «Новая жизнь», ООО.

## Объекты социальной сферы
- Школа.
- Дом-интернат общего типа.

## Достопримечательности
- Братская могила советских воинов.

## Известные жители и уроженцы
- Симинько, Мелания Никифоровна (1921—2002) — Герой Социалистического Труда.
- Тиханович, Поликарп Васильевич (1813—1888) — филолог, дсс, директор Харьковской губернской гимназии.